# 루마니아의 코로나19 범유행
다음은 루마니아의 코로나19 범유행 현황에 대한 설명이다.
루마니아 정부는 4월 16일 현재 22,866명이 제도화된 검역소에 있으며, 60,697명이 의료 감독 하에 집에서 격리되어 있으며, 79,629건의 검사가 처리되었다고 보고하고 있다.

## 배경
세계보건기구(WHO)는 12일 2019년 12월 31일 처음 WHO의 주목을 받았던 중화인민공화국 후베이성 우한시의 한 집단에서 신종 코로나바이러스가 호흡기 질환의 원인임을 확인했다. 이 군단은 처음에 우한화난수산물도매시장과 연결되어 있었다. 그러나 실험실 확정 결과가 나온 그 첫 사례들 중 일부는 시장과 연관성이 없었고, 전염병의 근원은 알려져 있지 않다.
2003년 사스와 달리 COVID-19의 경우 치명률은 훨씬 낮았지만, 총 사망자 수가 상당할 정도로 감염 경로는 훨씬 더 컸다. COVID-19는 전형적으로 약 7일 정도의 독감과 유사한 증상을 보이며, 그 후 일부 사람들은 병원에 입원해야 하는 바이러스성 폐렴의 증상으로 발전한다. 3월 19일부터 COVID-19는 더 이상 "높은 결과 감염병"으로 분류되지 않았다.

## 같이 보기
- 나라별 코로나19 범유행
- 유럽의 코로나19 범유행
- 몰도바의 코로나19 범유행